# 제이컵 바커

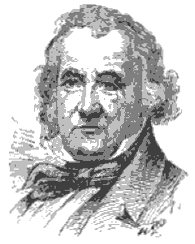

제이컵 바커(Jacob Barker, 1779년 ~ 1871년)는 미국의 금융업자이자 변호사이다.

## 생애
제이콥 바커는 1779년 메인주 스완 아일랜드에서 퀘이커 교 혈통으로 태어났다.